# Ставок (струмок)
Ставок (рос. Ставок) — струмок в Україні, у Дубенському районі Рівненської області. Лівий доплив Стиру, (басейн Прип'яті).

## Опис
Довжина струмка приблизно 6,03 км, найкоротша відстань між витоком і гирлом — 3,72  км, коефіцієнт звивистості струмка — 1,62 . Частково каналізований.

## Розташування
Бере початок на південно-східній околиці села Пашева. Тече переважно на північний схід через Малеве і у селі Більче впадає у річку Стир, правий доплив Прип'яті.

## Цікавий факт
- У книзі Олександра Цинкаловського «Стара Волинь і Волинське Полісся» про цей струмок зазначено: |                                                                                       | \| Пашова, село, Дубенський пов., Берестецька вол., над р. Ставок, 47 км. від Дубна. ...[3] \| |
| Пашова, село, Дубенський пов., Берестецька вол., над р. Ставок, 47 км. від Дубна. ... |                                                                                                |